# Museo del ferrocarril di Madrid
Il Museo del Ferrocarrill di Madrid, originalmente denominato Museo Nacional Ferroviario, è una istituzione dedicata a promuovere la conoscenza e la divulgazione della ferrovia in Spagna, dalla sua origine fino ai giorni nostri. Inaugurato nel 1984 nella storica stazione di Delicias, è gestito dalla Fondazione Ferrovie Spagnole. Dall'anno 2009 fa parte del Network dei Musei di Spagna.

## Storia

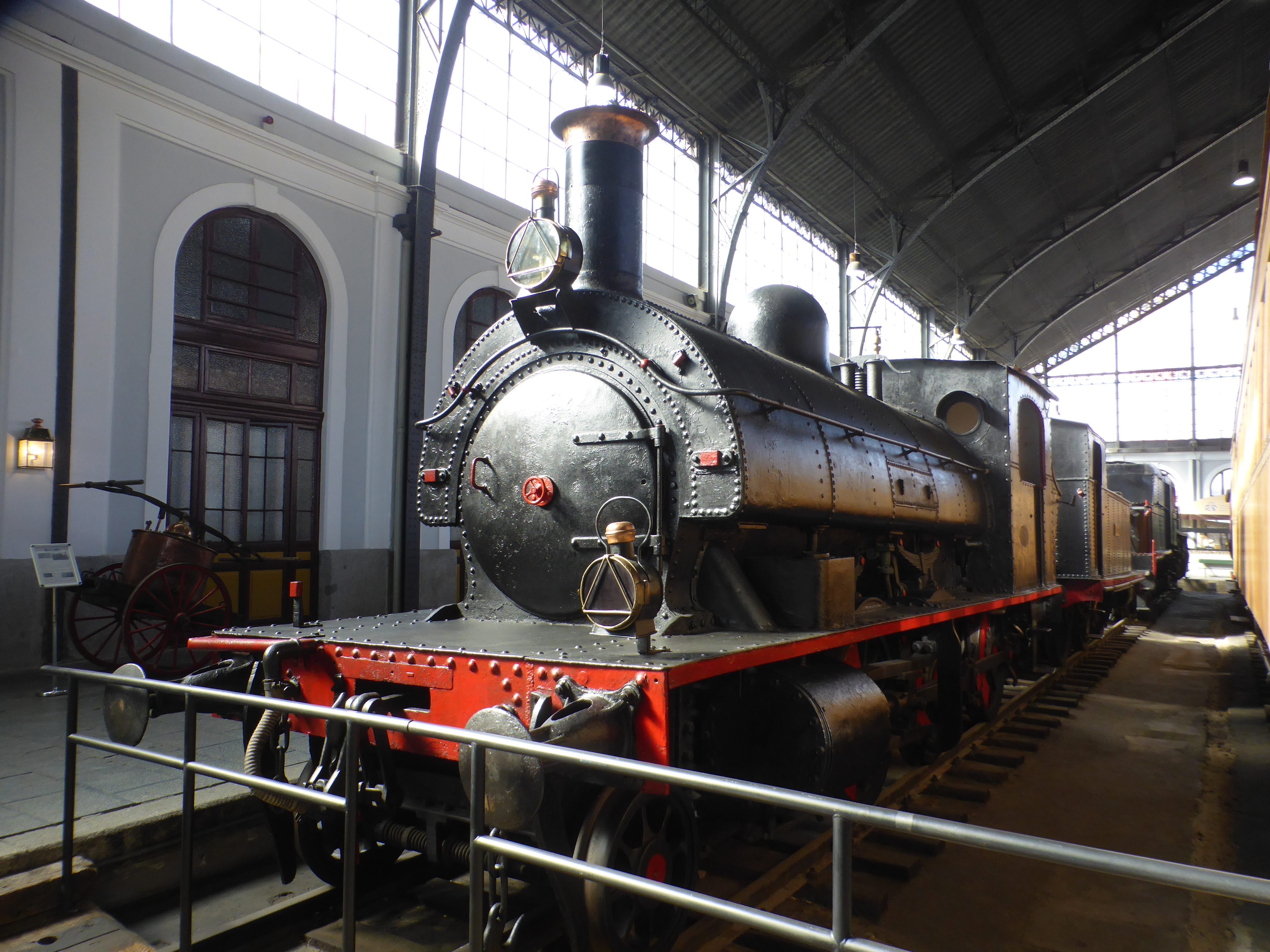
Interno della stazione di Delicias, Museo del Ferrocarril, locomotiva a vapore Pucheta, anno 1887

Nel 1948, al compiersi dei 100 anni della prima ferrovia peninsulare da Barcellona a Mataró, venne organizzata un'esposizione commemorativa che riunì diversi oggetti e locomotive e iniziò a mostrarsi un certo interesse per l'avviamento di un museo ferroviario.
Nel 1967 venne aperto in Spagna il primo museo dedicato alla ferrovia nel Palazzo di Fernán Núñez a Madrid (odierna sede della Fondazione delle Ferrovie Spagnole). Era esposta una locomotiva a vapore, modelli, fotografie e oggetti riguardanti la storia e l'utilizzo della ferrovia. vi rimase fino al 1983, anno nel quale venne spostato alla stazione di Madrid Delicias, chiusa al servizio ferroviario nel 1971. Questo nuovo spazio ha permesso di ampliare la collezione del museo, includendo numerose locomotive, automotrici e carrozze ferroviarie nel grande capannone centrale.
Il museo di Madrid-Delicias venne chiamato inizialmente  Museo Nazionale Ferroviario. Negli anni 1990 il museo ha visto ridotta la propria superficie per le opere di urbanística del Corridoio Verde Ferroviario.
Nel XXI secolo il suo nome ufficiale è Museo del Ferrocarril de Madrid. Dal 2020 esiste un progetto di ampliamento e rinnovo museale.

## Edificio

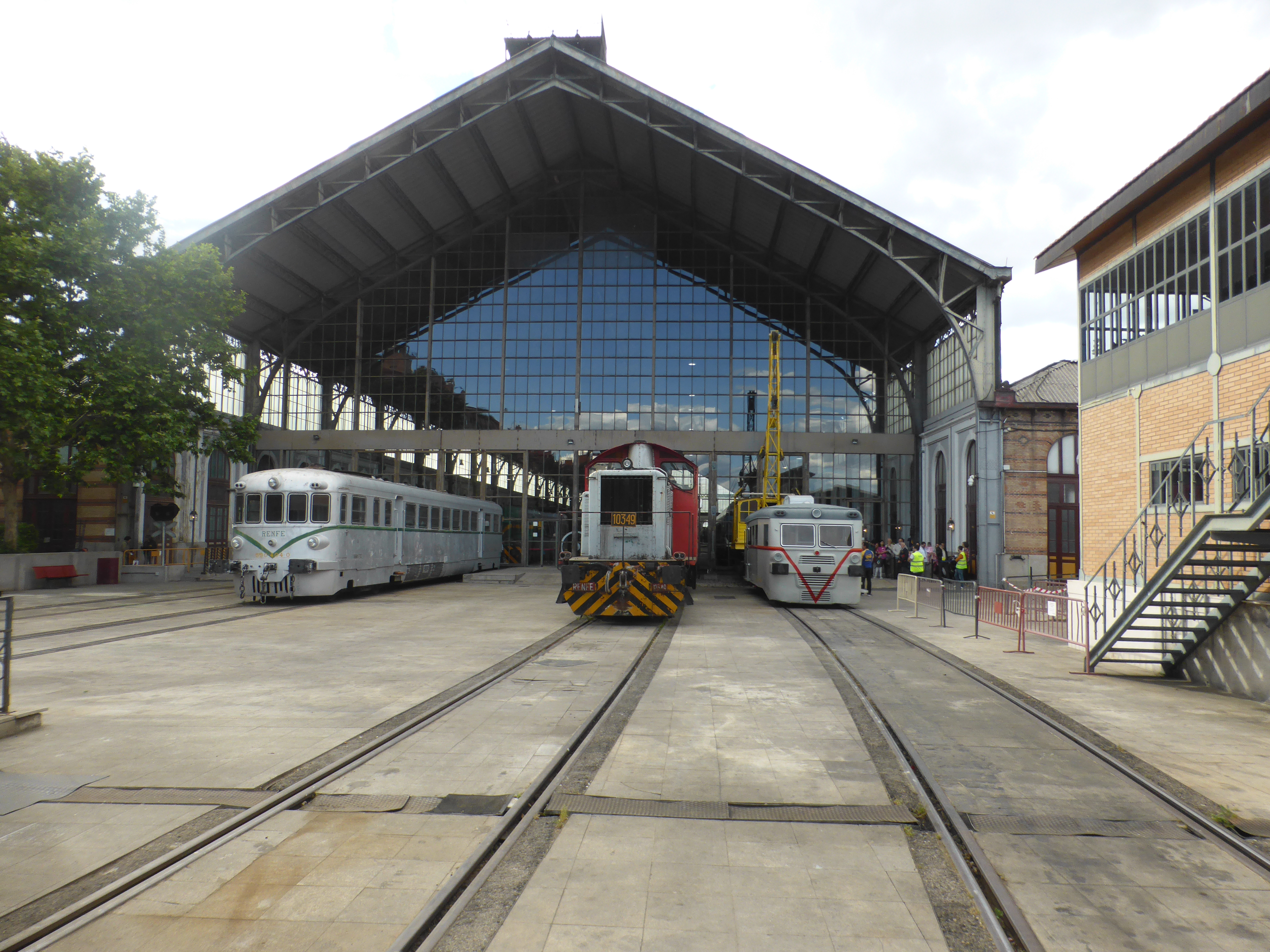
Capannone e strada ferrata

Anche la stazione in cui è ubicato fa parte della storia della ferrovia, essendo un chiaro esempio dell'architettura in ferro caratteristica del XIX secolo. Inaugurata nel 1880, fu la prima stazione costruita a Madrid con struttura metallica. Venne progettata dall'ingegnere francese Émile Cachelièvre e fu costruita in soli 11 mesi.
L'elemento fondamentale è il grande capannone che permetteva ai viaggiatori di essere ospitati in uno spazio ampio e pulito, concepito per evitare la concentrazione dei fumi delle locomotive a vapore. Ad entrambi i lati del capannone si innalzavano due strutture. Quella sul lato sinistro ospitava gli uffici, la hall e due sale di attesa, mentre quella del lato destro era destinata agli arrivi, come garage dei calessi e ad uffici.
La stazione di Delicias venne avviata dalla Compañía de Caminos de Hierro de Ciudad Real a Badajoz come stazione terminale della linea da Madrid a Ciudad Real, che continuava fino al confine portoghese di Badajoz. La linea venne aperta al traffico il 3 febbraio 1879. La stazione di Delicias venne inaugurata il 30 marzo 1880, alla presenza del re Alfonso XII e della regina María Cristina. L'impresa che completò l'opera venne assorbita quello stesso anno dalla Compañía de los Ferrocarriles de Madrid a Zaragoza y Alicante (MZA), che cercò di disfarsi dell'edificio di Delicias, poiché la sua sede si trovava ad Atocha. In tal modo, la stazione di Delicias passò nelle mani della Compañía de los Ferrocarriles de Madrid a Cáceres y Portugal (MCP), che stava terminando le sue linee e cercava una postazione idonea nella capitale.

## Collezioni

### Capannone centrale

#### Binario I - Trazione a vapore

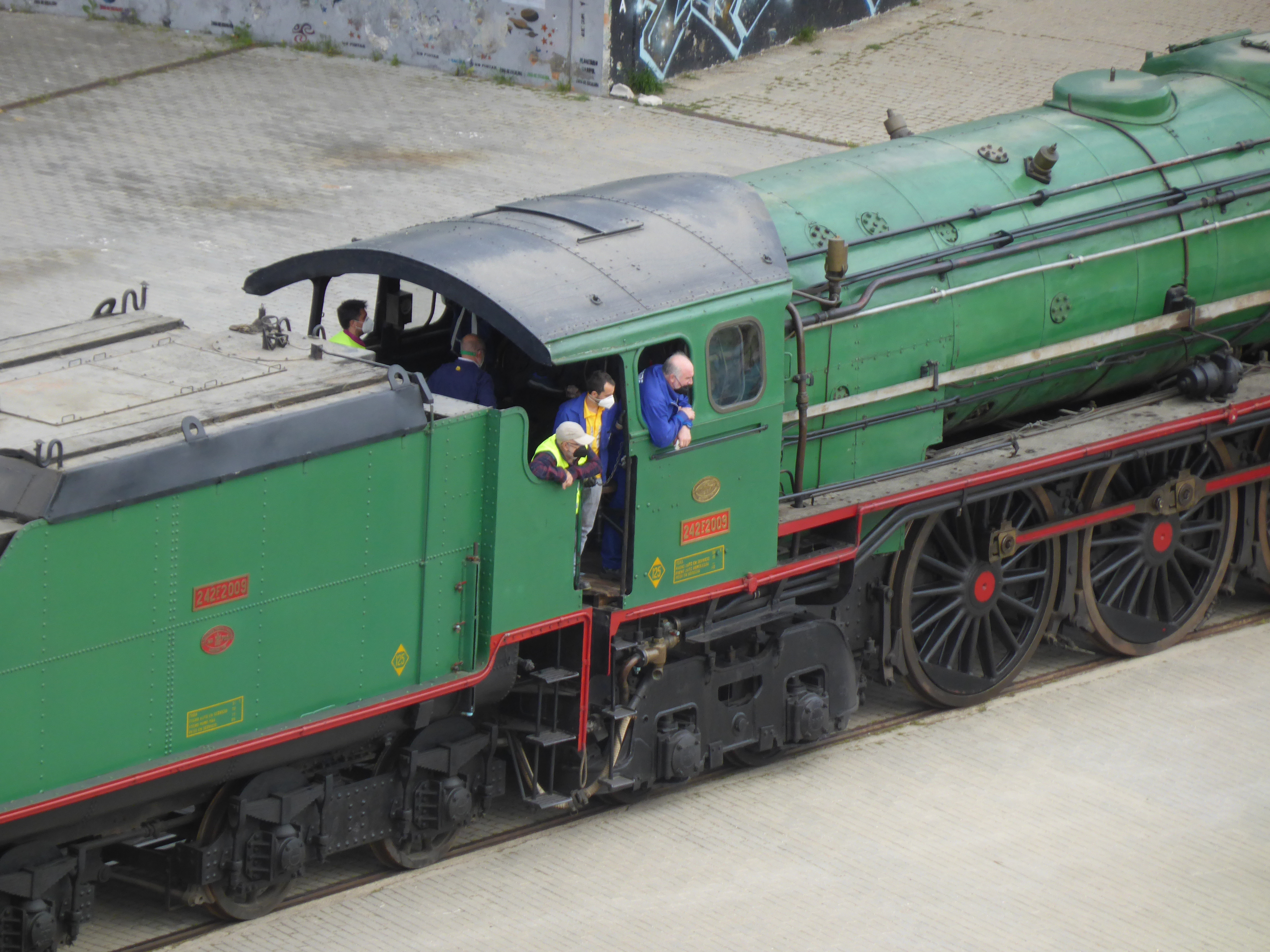
Dettaglio della locomotiva a vapore tipo Confederación, matrícola di Renfe 242-F-2009

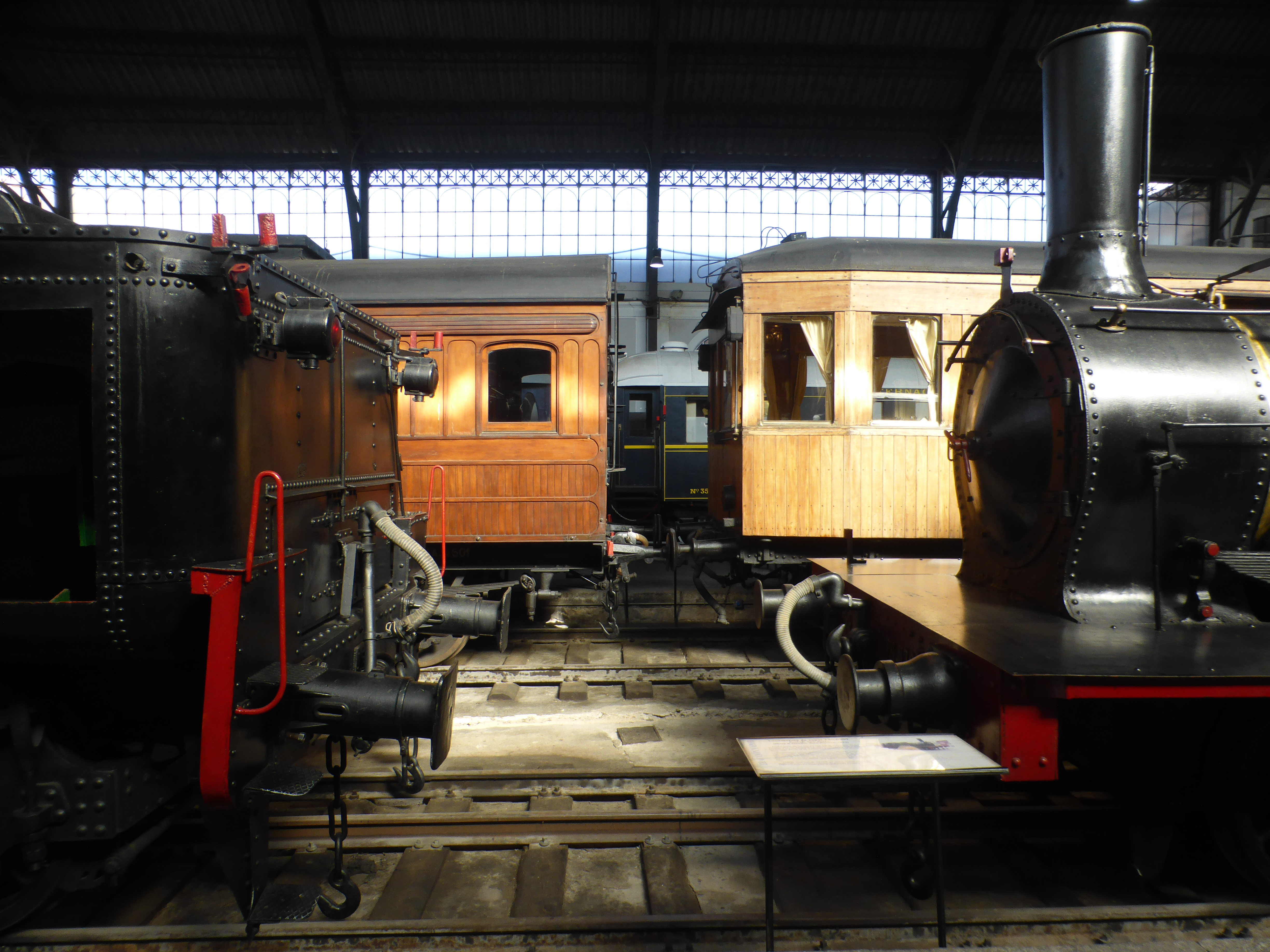
Interno del museo

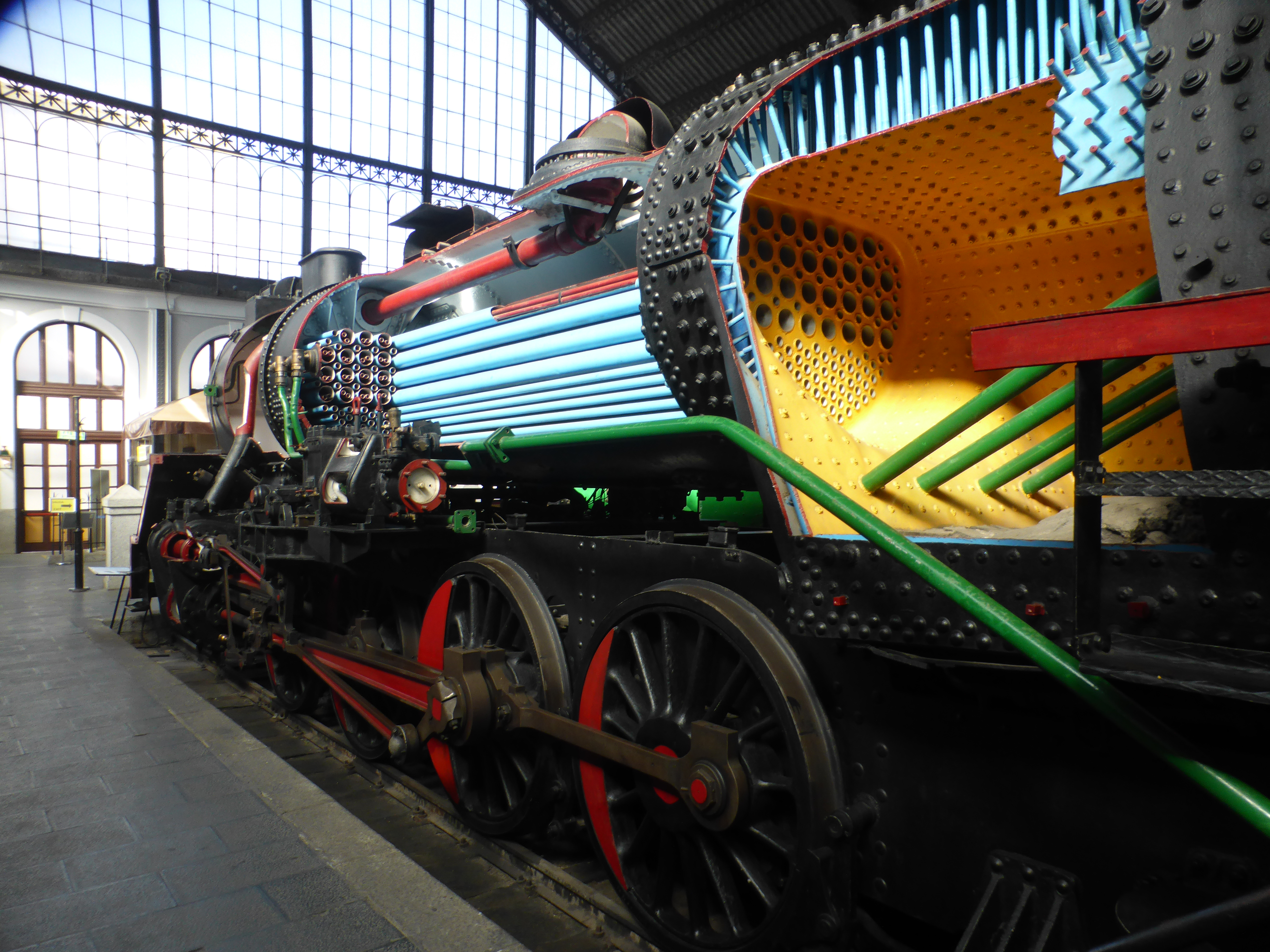
Locomotiva a vapore tipo Mikado, sezionata

Le locomotive a vapore predominano per la lunga vita che ebbero in Spagna (1848-1975).
- Locomotiva tipo Confederación.[5] Per le sue dimensioni, prestazioni e sviluppo tecnico, è considerata come l'apice della trazione a vapore in Spagna. Con una potenza di 2700 CV arrivò a superare in prova la velocità di 140 km/h, record della trazione a vapore in Spagna. Vennero fabbricate soltanto dieci locomotive di questo tipo e prestarono servizio nei treni espressi e rapidi della linea Madrid-Irun, in particolare nella tratta tra Ávila e Alsasua, dove arrivarono a trainare treni composti da 18 vagoni e fino a 810 tonnellate. Dopo l'uscita dal servizio, nel 1975, questa locomotiva venne conservata per essere esposta nel Museo della Ferrovia di Madrid. Nel 1987 è stata restaurata nelle Officine Generali di Valladolid e successivamente, nel 2005, nelle Officine di ARMF di Lleida.

- Locomotiva tipo Pacific.[6] La celebrazione dell'Esposizione Iberoamericana di Siviglia del 1929 fece sì che la Società delle Ferrovie Andaluse avviasse un processo di ammodernamento del suo parco, specialmente con l'acquisizione di locomotive destinate al trasporto di viaggiatori. Per questo motivo, chiese alle officine di Babcock & Wilcox la fornitura di dieci locomotive di tipo Pacific che, per il grande diametro delle loro ruote motrici (1,90 metri), erano capaci di sviluppare grandi velocità. La consegna ritardò e le locomotive giunsero in Andalusia quando era già finita l'Esposizione Iberoamericana. Queste locomotive vennero destinate alla linea Siviglia-Jerez-Cadice. Dopo la sua incorporazione nella RENFE, nel 1941, continuarono a trainare treni viaggiatori rapidi e espressi fino al 1970. Ancora prima del suo arrivo alla collezione del Museo della Ferrovia di Madrid venne utilizzata per trainare vagoni per il trasporto del carbone nelle miniere di Andorra (Teruel).

- Locomotiva tipo Mikado, sezionata. Corrisponde alla terza subserie della tipologia Mikado, un lotto di 217 macchine di questo tipo prodotte integralmente in Spagna. Costruita nel 1960, prestò servizio nella RENFE per quindici anni, finché, nel 1975, venne ufficialmente eliminata la trazione a vapore in Spagna. Nonostante ciò, questa locomotiva rimase in servizio fino 1984 nelle miniere di Andorra (Teruel), utilizzata nella linea Andorra-Escatrón e impiegata per il rimorchio dei treni che trasportavano il carbone che alimentava la centrale termica di Teruel. In quello stesso anno uscì dal servizio e passò a fare parte della collezione del Museo.

#### Binario II- Trazione elettrica
Sono esposte locomotive che datano dal 1907 al 1963. Si possono osservare, tra le altre, locomotive delle serie 6100, 7300, 7400, 7500 e 10000.

#### Binario III - Trazione diesel
Il museo conta tra i suoi fondi la "Marilyn", la prima locomotiva diesel-elettrica, dopo quelle che rimorchiavano il Talgo, che circolava sulla rete Renfe. Degna di nota anche una TAF (Fiat Automotive Train) costruita nel 1952. 

#### Binario IV: Vetture viaggiatori

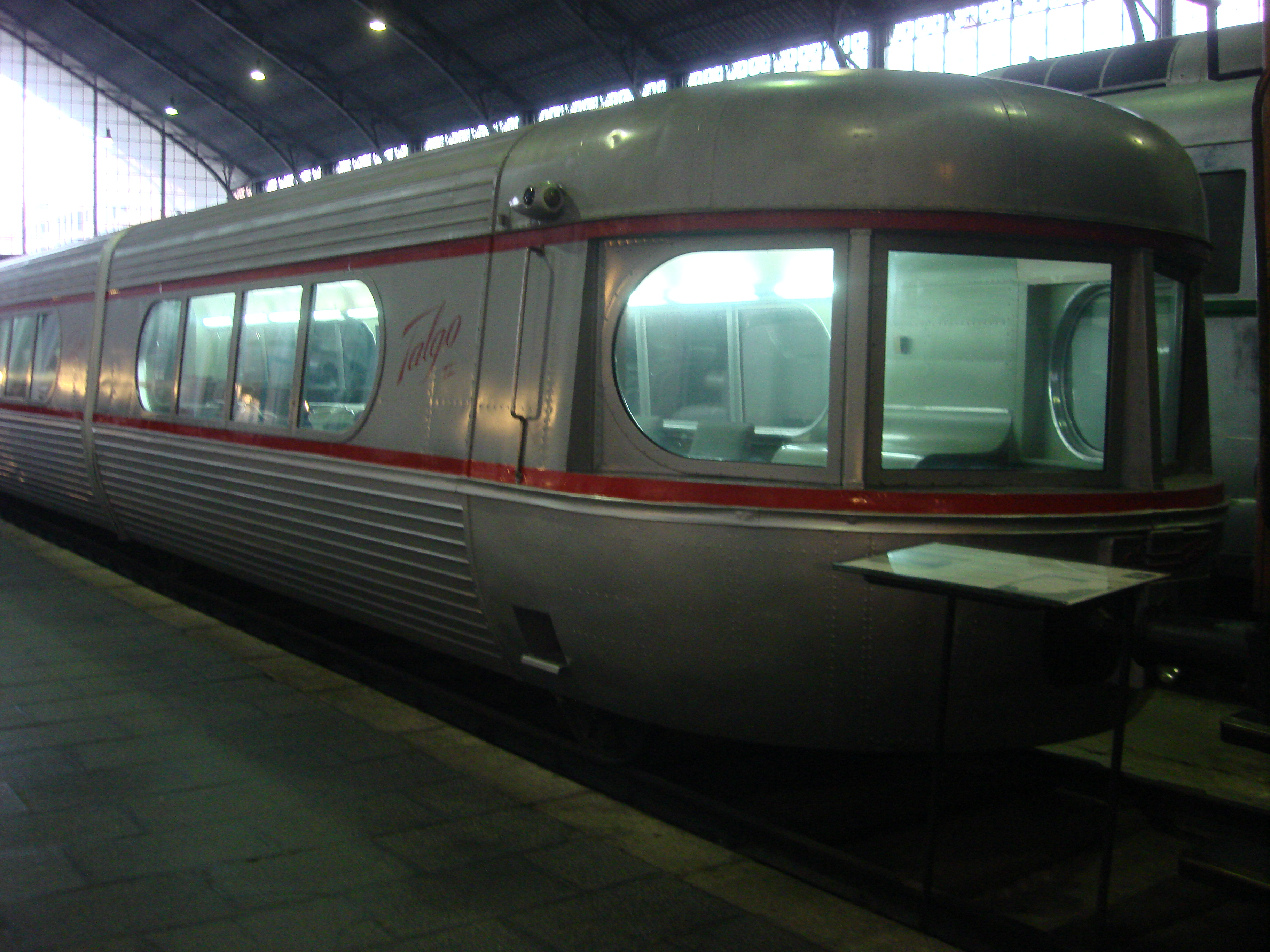
Macchina panoramica del Talgo II

In questa sezione merita menzione speciale il Talgo II con la locomotiva diesel "Virgen de Aránzazu". Tanto il locomotore che la vettura vennero costruiti nel 1949 da ACF (American Car and Foundry Company) e costituirono la prima composizione Talgo che prestò servizio commerciale.

### Altre sale

#### Sala degli orologi
Il Museo della Ferrovia dispone di orologi e sistemi di orologeria utilizzati nelle installazioni e uffici ferroviari. Tra i pezzi si trova l'orologio Mataró, che venne impiegato nel 1848 per dare la partenza al primo treno che circolò nella Spagna peninsulare.
Menzione particolare merita l'orologio firmato St. Climent/Imperia della fine del XIX secolo. Si tratta di un orologio a funzionamento meccanico, attualmente esposto senza la sua cassa di legno, con quadrante circolare di metallo smaltato in bianco, numerazione romana in nero e lancette tipo Breguet. Il macchinario, solo con movimento, senza suoneria, ha una riserva di marcia di sette giorni.
L'orologio da tasca “Roskopf” venne fabbricato da Fritz-Edouard Roskopf. Venne brevettato nel 1899 e se ne  fabbricarono 20 milioni di unità. Meccanismo e quadrante sono montati su una cassa metallica che ha sui bordi l'iscrizione “VERITABLE MONTRE CHEMIN-DE-FER” (autentico orologio ferroviario), che appare anche nel coperchio posteriore accanto al disegno di un treno viaggiatori e al nome del fabbricante, “F. E. ROSKOPF”, su una ruota alata.

#### Sala di modellismo ferroviario
Nella Sala di modellismo, bambini, giovani e adulti possono vedere tre modelli in movimento di distinte epoche e scale. La visione del movimento di differenti veicoli ferroviari in miniatura affascina il visitatore e lo porta a paesaggi reali e immaginari. Seguendo la sua circolazione su ponti, tunnel, stazioni e installazioni ferroviarie, lo spettatore va scoprendo un grande numero di scene, dettagli e ricreazioni: una rappresentazione su scala della realtà.
La tendenza naturale dell'uomo a riprodurre a dimensione ridotta tutto quello che lo circonda prese un nuovo impulso con l'apparizione della ferrovia. L'attrazione delle locomotive, macchine e vagoni che solcavano il paesaggio fece sì che, quasi in parallelo all'implementazione della ferrovia, venisse avviata la fabbricazione di giocattoli e modelli che evocavano questo nuovo mezzo di trasporto. La nuova industria risvegliò la passione per il collezionismo e un grande entusiasmo per la costruzione di modelli, attività che attualmente costituisce il passatempo preferito di milioni di amatori.

#### Posto di movimento Algodor

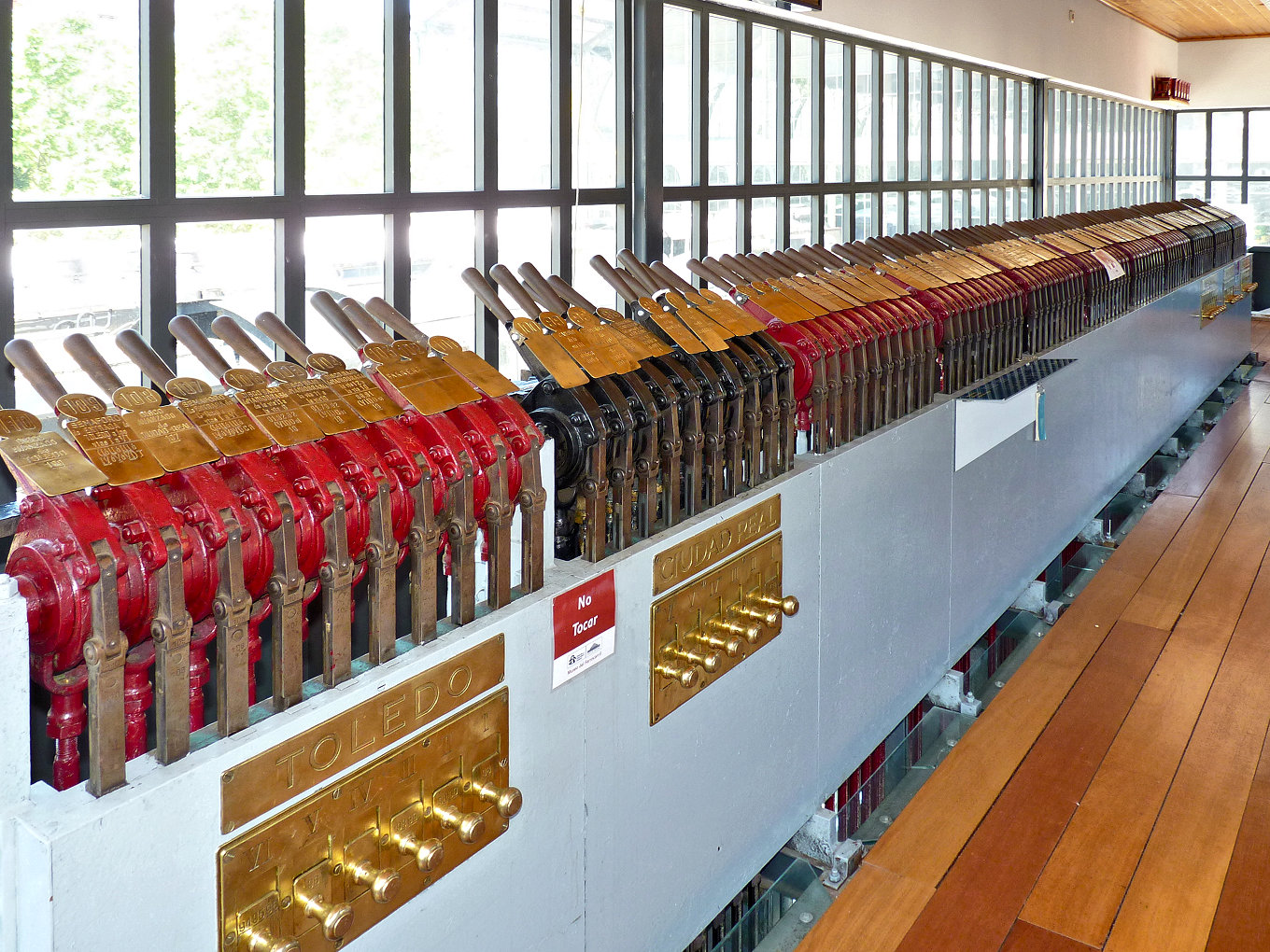
Leve del posto di movimento

Questo posto di movimento di tipo idraulico risale al 1927 e fu messo in servizio dalla società MZA. Venne usato nelle linee da Toledo a Castillejo e da Madrid a Ciudad Real. Dispone di 110 leve, che venivano azionate dalla pressione dell'acqua. È l'unico posto di movimento con queste caratteristiche conservato in Spagna. Ha funzionato per più di settant'anni finché, nel 2000, è stato sostituito da uno di tipo elettronico. Anni dopo è stato ceduto al museo da RENFE, smantellato e spostato nel 2003. Nel museo è stata realizzata una replica del posto di movimento che esisteva ad Algodor.

#### Sala delle Andaluse
Vi si trova la locomotiva a vapore più piccola che abbia circolato in Spagna, a Jerez de la Frontera (Cadice), dove è stata utilizzata per decenni per trasportare vino di Jerez per l'esportazione.

#### Sala delle infrastrutture

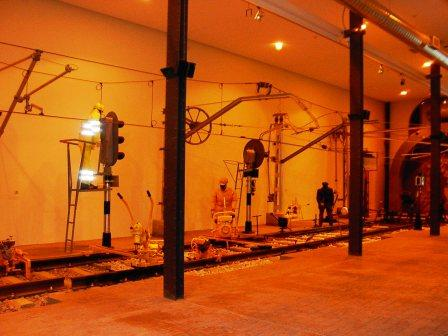
Sala delle infrastrutture

È stata inaugurata nel dicembre del 2005. Consente di conoscere, in forma interattiva, le infrastrutture ferroviarie: segnalazioniil , comunicazioni, opere di ingegneria, ecc. È da notare una ricostruzione dell'evoluzione delle infrastrutture che visualizza i cambiamenti avvenuti dal XIX al XXI secolo.
Un pezzo storico è il monitor della pista Scheidt & Bachmann, uno dei più antichi conservati nella Sala delle infrastrutture del Museo. Tra 1912 e il 1914 la società tedesca Scheidt & Bachmann fabbricò cento di questi apparecchi, disegnati dall'ingegnere ferroviario Heinrich Dorpmüller, membro di una importante saga ferroviaria tedesca e padre di Julius H. Dorpmüller, ministro delle Ferrovie durante il III Reich. Il track monitor permetteva di determinare, evitando costose misurazioni manuali, le variabili geometriche della carreggiata e della sopraelevazione delle rotaie. Scivolava su un tratto di binario per ottenere contemporaneamente la larghezza del binario e l'altezza delle rotaie; le misure venivano riportate in grafici tracciati da più penne su una striscia di carta, dove veniva registrata la posizione reale delle rotaie.

## Archivio storico ferroviario
La creazione dell'Archivio storico ferroviario è entrata in vigore nel Consiglio di Amministrazione di RENFE quando nel 1979 è stata istituita la dipendenza diretta di detto Consiglio, integrato nel suo Segretariato e stabilendo il Palazzo di Fernán Núñez come sede.
I fondi più antichi furono conferiti dalle vecchie compagnie ferroviarie private della seconda metà dell'Ottocento, che via via scomparvero, si fusero, cambiarono nome e occuparono nuove strutture. Dopo la nazionalizzazione delle ferrovie, questi fondi sono entrati a far parte della RENFE e il loro ingresso nell'AHF è avvenuto al momento della sua costituzione. Successivamente furono costituiti nuovi fondi che le Ferrovie dello Stato ritenevano all'epoca degni di tale scopo.
La gestione e la custodia di questi fondi è stata ereditata dalla Fundación de los Ferrocarriles Españoles, dopo la sua costituzione nel febbraio 1985, affidandole, attraverso i suoi Statuti, la missione di “conservare, sostenere e arricchire l'Archivio Storico delle Ferrovie Spagnole, facilitando l'accesso al grande pubblico.
Le tecniche di archiviazione nella gestione di queste collezioni hanno richiesto una fase preliminare di identificazione e valutazione per poi avviare il processo di organizzazione e descrizione di tutta la documentazione ricevuta. L'ultima fase è stata quella di conservazione e diffusione di tali fondi. Pertanto, la documentazione è stata classificata in diversi tipi di fondi: vecchio, moderno, personale e collezioni. In questi è possibile trovare una grande varietà di scritti che testimoniano ciascuno degli aspetti della storia della ferrovia e delle sue diverse attività. Un breve elenco potrebbe essere: la serie dei verbali delle vecchie società, libri contabili e di bilancio, documenti sulle tariffe, emissione di titoli e debito pubblico, rapporti con il Governo e le altre istituzioni, documentazione sulle infrastrutture, l'ampia informazione disponibile sul problema ferroviario o le questioni relative al personale, tra molte altre. Inoltre sono presenti numerose planimetrie che illustrano i progetti ferroviari e un'importante fototeca.

## Biblioteca ferroviaria
La biblioteca e l'emeroteca ferroviaria, per la loro storia e il volume di informazioni, costituiscono un'unità documentaria di riferimento di base per la conoscenza della ferrovia in Spagna.
I trasporti e la ferrovia dal punto di vista tecnico, storico, sociale, economico, culturale, legislativo, tecnologico, politico o artistico costituiscono il tema degli oltre 31.000 titoli di monografie e dei 3.000 titoli di testate seriali, di cui quasi 200 riviste ricevute periodicamente. Il fondo si completa con raccolte speciali di cartografia, opuscoli, manifesti, audiovisivi, relazioni aziendali o effimeri.
La sua origine risale alle biblioteche che le vecchie compagnie ferroviarie costituivano per organizzare i loro centri di informazione. Quando nel 1941 tutte le società furono nazionalizzate e incorporate nella RENFE, furono rilevate anche le loro biblioteche. Questo patrimonio documentario è stata l'origine della Biblioteca centrale RENFE che, a seconda del Segretario della Direzione Generale, fungerà da strumento di supporto per le funzioni di gestione della Società e nella quale saranno raccolti libri, periodici e diverse raccolte documentarie.
Nel 1985 con la creazione della Fondazione delle Ferrovie Spagnole (FFE), RENFE ha fornito il suo Servizio Bibliotecario. Lo Statuto stesso della Fondazione stabilisce che la sua funzione è quella di “conservare, sostenere e arricchire i fondi che compongono le sue biblioteche e gli archivi dei giornali, facilitandone l'accesso al grande pubblico”.
Nel 2010 la FFE ha ricevuto dai suoi Amministratori l'incarico di unificare la Biblioteca, l'emeroteca e l'Archivio nel Museo Ferroviario, dando così origine a un'Unità di Informazione e Documentazione unica in Spagna, il cui obiettivo principale è la conservazione, lo studio e la diffusione del Patrimonio Ferroviario, sia dal punto di vista storico sia per una conoscenza aggiornata dell'evoluzione ferroviaria.

## Mercato dei motori
Il Museo della Ferrovia di Madrid affitta spazi commerciali. Ad esempio, ospita il Mercato dei motori, un mercato con un certo stile europeo, che si tiene mensilmente (il secondo fine settimana di ogni mese), e che include bancarelle che vendono moda vintage, cibo e oggetti di seconda mano.

## Altri fondi
La Fondazione delle Ferrovie Spagnole gestisce numerosi pezzi storici ferroviari, per la loro riabilitazione e esposizione in diversi musei. Uno di questi pezzi singolari è la vettura-salone SS-3, sulla quale, nel 1940, viaggiò Franco in occasione del suo incontro con Hitler a Hendaye.